# Microsoft Exchange Server
Microsoft Exchange Server — программный продукт для обмена сообщениями и совместной работы.
Основные функции Microsoft Exchange: обработка и пересылка почтовых сообщений, совместный доступ к календарям и задачам, поддержка мобильных устройств и веб-доступ, интеграция с системами голосовых сообщений (начиная с Exchange 2007), поддержка систем обмена мгновенными сообщениями (поддержка удалена с версии Exchange 2003).

## История
- 11 июня 1996 — выход Exchange Server 4.0. Эта версия существенно отличалась от Exchange Server 3.5, которая была написана Network Courier.
- 23 мая 1997 — Exchange 5.0
- Ноябрь 1997 — Exchange 5.5, вышло две версии Standard («5.5/S») и Enterprise («5.5/E»). Standard имела те же ограничения, что и предыдущая версия (16 Гб максимальный размер почтовой базы), у Enterprise ограничение было расширено до 8 Тб, с практическим рекомендуемым ограничением в 100 Гб.
- 29 ноября 2000 — Exchange Server 2000 (версия 6.0)
- 28 сентября 2003 — Exchange Server 2003 (версия 6.5)
- 8 декабря 2006 — Exchange Server 2007 (версия 8.0)
- 9 ноября 2009 — Exchange Server 2010 (версия 14.0)
- 3 декабря 2012 — Exchange Server 2013 (версия 15.0)
- 1 октября 2015 — Exchange Server 2016 (версия 15.1)
- 24 июля 2018 — Exchange Server 2019 (версия 15.2)

Существует список кодовых имен изданий Exchange Server.

## Особенности
Exchange Server тесно интегрирован с Active Directory: большая часть пользовательских данных хранится в Active Directory (связь учётных записей пользователей и почтовых ящиков, списки контактов). Отдельно от Active Directory хранятся только сами почтовые ящики (в связи с существенным размером). Благодаря механизму репликации Active Directory в случае использования нескольких серверов Microsoft Exchange Server сохраняется актуальность данных на всех серверах. Также «автоматически» поддерживается иерархическая система доверительных отношений между доменами.
Для работы с Outlook on the web используются возможности IIS.

### Поддерживаемые протоколы и клиенты
Microsoft Exchange Server поддерживает следующие протоколы:
- MAPI — Основной протокол взаимодействия клиентов с Exchange Server, обладает наиболее широкой поддержкой функций обмена почтовыми сообщениями и совместной работы над документами, в календарях и адресных книгах. Начиная с Exchange Server 2007 — также основной протокол обмена данными между ролью Сервера хранения почты (Mailbox role) и прочими ролями Exchange Server 2007.
- SMTP — основной протокол пересылки почтовых сообщений в Интернете и внутри организации Exchange.
- POP3 — один из клиентских протоколов доступа к Exchange Server.
- IMAP4 — один из клиентских протоколов доступа к Exchange Server.
- HTTP/HTTPS — один из клиентских протоколов доступа к Exchange Server, кроме того используется для доступа мобильных устройств к Exchange Server, а также для пересылки и распространения адресных книг и календарей клиентам организации Exchange Server.
- LDAP/LDAPS SSL — протокол обмена данными между Exchange Server и Службой Каталогов Microsoft Windows Active Directory.
- DAVEx — в Exchange 2003, протокол обмена данными между Exchange подсистемами и IIS, основан на базе WebDAV.

С Microsoft Exchange Server могут работать следующие клиенты:
- Microsoft Outlook (из состава Microsoft Office) — основной клиент MAPI для работы с сервером с рабочих станций, поддерживает также POP3/SMTP, IMAP4/SMTP, HTTPS, RSS, ATOM.
- Outlook Express (OE) — бесплатный упрощенный клиент Outlook, входящий в поставку Microsoft Windows, вплоть до версии Windows XP. Поддерживает все протоколы полной версии, кроме MAPI.
- Windows Mail — преемник OE в Windows Vista, обладает теми же характеристиками.
- Outlook on the web — веб-клиент Exchange (поддерживается почти полная функциональность outlook за исключением возможности редактировать задания из планировщика и локального спам-фильтра).
- Outlook Mobile Access (OMA) — (только в Exchange 2000, 2003) предельно упрощённый интерфейс для доступа с мобильных устройств различных производителей (интерфейс потребляющий минимальный трафик и оптимизированный под экраны различного разрешения). Упразднен в Exchange Server 2007, в связи с глобальным распространением ActiveSync.
- ActiveSync — мобильный клиент, аналог Microsoft Outlook для коммуникаторов и смартфонов различных производителей. Для Exchange 2000 Server мобильных клиентов (только Windows Mobile ActiveSync) поддерживал Microsoft Mobile Information Server; в Exchange 2003 Server эти функции были интегрированы, в виде Exchange ActiveSync (EAS); для Exchange Server 2007, Microsoft открыла и передала исходные коды клиентского ActiveSync консорциуму Symbian, производителю Palm, и Apple для iPhone, в связи с чем ActiveSync для мобильных устройств был реализован не только для платформы Windows Mobile, но и для SymbianOS, PalmOS, iPhone OS и прочих.
- Outlook Voice Access (OVA) — Система голосового доступа к функциям почты, календарей, адресной книги, задачам (начиная с Exchange Server 2007). Поддерживает преобразование текстовой информации в голос (text-to-speech) в чтении текстовых почтовых сообщений и расписания событий в календаре, а также преобразование голоса в текст (speech-to-text). Поддерживает прослушивание записанных телефонных голосовых сообщений, надиктовку ответных сообщений, пометок в календаре, с пересылкой сообщений всем приглашенным, а также управление текстовыми, голосовыми сообщениями и событиями в календаре, в почтовом ящике пользователя Exchange 2007. Не требует клиентского ПО, доступ к OVA возможен с любых телефонов, поддерживающих тоновый набор. Управление содержимым почтового ящика может осуществляться как голосовыми командами, так и клавишами телефона. Поддерживается 16 языков доступа и распознавания. Поддержка русского языка реализована в версии Exchange 2010 (Exchange 14).
- Произвольные почтовые клиенты — по любым вышеуказанным протоколам, так как они являются открытыми (кроме MAPI).

### Резервное копирование
Microsoft Exchange Server, до версии 2003, при установке дополняет стандартный инструмент архивации Windows — NTBackup — поддержкой хранилищ Exchange. Если есть необходимость резервного копирования/ восстановления не только почтовых хранилищ, но и персональных почтовых ящиков, то можно использовать инструменты резервного копирования сторонних производителей, например Symantec Backup Exec, или штатную функцию «Restore-Mailbox». В Microsoft Windows Server 2008 инструмент NTBackup отсутствует, а его аналог непригоден для архивации баз данных Exchange, вместо этого Microsoft рекомендует использовать для резервного копирования почтовых баз данных Exchange, а также служебной информации Active Directory — серверное приложение Microsoft System Center Data Protection Manager (Microsoft SC DPM), либо альтернативные решения одобренных вендоров. Ситуация была исправлена с выходом Service Pack 2 для Exchange 2007, в этом выпуске существуют компоненты для архивирования разделов с базами Exchange в среде Windows Server 2008.
Кроме этого, Microsoft также публикует список серверных приложений для архивации, производства компаний-партнеров, для архивации хранилищ Exchange Server. Резервное копирование хранилищ в «пофайловом виде», только при условии отключения хранилищ на время резервного копирования — крайне не рекомендуется. Механизм теневого копирования поддерживается, и возможность его применения зависит от выбранного продукта для архивации.

### Непрерывность и доступность

#### Exchange 2007
Технологии репликации:
- SCR (Standby Countinuous Replication) - асинхронная репликация баз между серверами
- LCR (Local Continuous Replication) - асинхронная репликация базы на другой локальный диск

Кластерные технологии:
- CCR (Cluster Continuous Replication) - асинхронная репликация баз между узлами в кластере, защита от потери данных при переключении реализована за счет задержки сообщений в очереди HT на заданный интервал времени)
- Есть вариант кластера с единым хранилищем.

#### Exchange 2010
Для реализации отказоустойчивости предлагается единственная технология DAG, прежние технологии SCR, LCR, CCR и кластер с единым хранилищем изъяты.
DAG (Database Availability Group) - асинхронная репликация баз между узлами DAG, защита от потери данных при переключении реализована за счет задержки сообщений в очереди HT, до завершения репликации на все узлы DAG. DAG не является кластерной технологией в чистом виде, так как нет виртуального общего узла. В связи с этим, точка подключения MAPI клиентов перенесена с роли MB на роль CA. Так как роль CA стала критичным компонентом, то реализована поддержка NLB кластера. В DAG кластеризуется только база, которая может перемещаться между серверами включенными в DAG. Но служба кластеризации Windows все же используется, для определения кворума. DAG может работать только на блочных устройствах (локальные диски и SAN) и не может работать на сетевых дисках NAS. Некоторые производители SAN предлагают интеграцию с DAG и подменяют её механизм репликации репликацией на аппаратном уровне.

### Архитектура

#### Exchange 2007
В рамках модели Exchange 2007 для серверов выделяются следующие серверные роли (аналогично ролям сервера Windows 2003/2008):
- Сервер почтовых ящиков (англ. Mailbox server, MB)
- Сервер клиентского доступа (англ. Client Access, CA)
- Транспортный концентратор (англ. Hub Transport, HT)
- Пограничный транспортный сервер (англ. Edge Transport, ET)
- Сервер объединённых коммуникаций (англ. Unified Messaging, UM)

За исключением роли пограничного сервера, все остальные роли могут совмещаться в произвольной комбинации на каждом из серверов. Во всей почтовой организации Exchange или отдельном сайте Active Directory обязательно должны быть проинсталлированы, как минимум в одном экземпляре, роли Сервера почтовых ящиков, Сервера клиентского доступа и Транспортного концентратора. Также как и для предыдущих версий, Exchange Server 2007 крайне не рекомендуется совмещать с Контроллером Домена Active Directory.
Все роли Exchange Server 2007 должны располагаться на серверных операционных системах Windows Server 2008 или 2003, входящих в домен Active Directory. Исключение Пограничный транспортный сервер, который устанавливается в Демилитаризованную Зону (DMZ) сети.
Exchange Server 2007 полностью совместим, в пределах леса Active Directory/организации Exchange с серверами Exchange 2003 и 2000, и полностью несовместим с Exchange 5.5 или более ранними версиями.

## Редакции

### Exchange Server 2007
Существует две редакции Exchange 2007: Standard Edition и Enterprise Edition. Издания различаются стоимостью, максимальным количеством поддерживаемых баз: до 5 в редакции Standard и до 50 в редакции Enterprise, поддержкой кластеризации. Ограничения на размер базы составляют 100Гб (рекомендуемое) и 16ТБ (теоретическое), с целью распределения нагрузки между хранилищами.
Начиная с Exchange 2007 в практической работе может использоваться только 64-битная реализация.
32-битная создана только для тестовых сред и не может быть лицензирована.

## Конкурирующие системы (платформы)
- IBM Lotus Notes (также Lotus Notes, Lotus Notes/Domino)
- EMC² Documentum
- Novell GroupWise
- Zimbra

## Критика
- По предположениям отдельных ресурсов в Интернете, выпускаемая версия Exchange 2010 могла иметь чрезвычайно ограниченную совместимость со старыми версиями программы[3]. Однако Microsoft официально утвердила полную совместимость Exchange 2010 в общей организации с предыдущими версиями — Exchange 2007 и Exchange 2003. Версия Exchange 2000, выпущенная более 10 лет назад, и предыдущие — не поддерживаются в организациях[4].